# Рюрик Ростиславич
Рю́рик Ростисла́вич (Рюрик Христолюбець, в хрещенні — Василь, бл. 1137/1140—19 квітня 1212, 1214 або 1215) — син Ростислава Мстиславича, онук Мстислава Великого. Князь Вишгородський (1161—1168), Овруцький (1168—1194), Новгородський (1170—1171), Чернігівський (1210—1212), багаторазовий Великий князь Київський (1173, 1180—1181, 1194—1201, 1203—1205, 1206, 1207—1210).

## Діяльність

### Ранні роки
Народився Рюрик у Смоленську, де в той час правив його батько Ростислав Мстиславич. Вперше опинився в Києві ймовірно в 1154 році.
Під 1157 роком згаданий у Київському літописі як учасник походу Ізяслава Давидовича на Юрія Ярославича турівського. 1159 батько послав Рюрика на допомогу Рогволоду Рогволодовичу полоцькому проти Ростислава Глібовича мінського, того ж року — на допомогу Святославу Ольговичу проти Ізяслава Давидовича і половців. 1170 року літопис згадує його як овруцького князя. До смерті Ростислава Мстиславича (березень 1167) виконував доручення батька. 1169 посварився із Мстиславом Ізяславичем київським і пристав до союзу Андрія Боголюбського, Ольговичів і Ростиславичів смоленських, котрі 12 березня 1169 захопили і розграбували Київ. За допомогу Андрій Боголюбський поставив Рюрика 4 жовтня 1170 р. князем у Новгороді. Однак вже зимку 1171/72 Рюрик пішов із Новгорода.

### Боротьба за владу із Святославом Всеволодовичем та дуумвірат
Незабаром його брати — Роман, Давид і Мстислав Ростиславичі розсварилися з Андрієм Боголюбським і скинули з київського престолу його брата Всеволода Юрійовича, посадивши в Києві Рюрика 24 березня 1173. Однак під тиском Андрія Ростиславичі в листопаді 1173 залишили Київ. 1181 року Рюрик уклав угоду зі Святославом Всеволодичем чернігівським, за якою став князем Руської землі (Київщини), а Святослав Всеволодич — великим князем київським. У Руській землі став діяти дуумвірат.
Дуумвіри здійснили кілька успішних походів на половців (1183, 1185, 1190). У 1188 р. Роман Мстиславич, зять Рюрика оволодів Галичем, але незабаром утік звідти при звістці про наближення угорського війська і прибув до Рюрика за допомогою. Рюрик послав з Романом невелике військо, яке нічого не досягло в Галицькій землі. Пропозицію Святослава Всеволодовича допомоги в отриманні галицького престолу в обмін на Овруч та інші київські передмістя Рюрик відхилив. Однак після цієї невдачі Рюрик надав Роману дипломатичну підтримку в поверненні Володимира, звідки не бажав йти молодший брат Романа — Всеволод Мстиславич.

### Боротьба за Київ з Романом Мстиславичем та Всеволодом Черминим
По смерті Святослава Всеволодича (25 липня 1194) Рюрик став єдиновладним київським князем. У наступному році він віддав в тримання Роману досить велику волость на Київщині в Пороссі, в складі якої було п'ять міст: Торчеськ, Треполь, Корсунь, Богуслав і Канів. Всеволод Велике Гніздо, на визнання якого старшим в роду Мономаховичів пішов Рюрик, витребував собі волость Романа, віддавши з неї Торчеськ синові Рюрика Ростиславу. Таким чином Всеволод зумів зруйнувати союз південних Мономаховичів, щоб не втратити впливу на південноруські справи. У відповідь на це Роман розлучився з дружиною та вступив у таємні зносини з чернігівським князем Ярославом Всеволодовичем. Зрештою в 1196 році між Ростиславичами з одного боку та Романом і Ярославом з іншого спалахнув конфлікт, який однак не привів до вагомих змін у співвідношені сил.
Смерть Володимира Ярославича Галицького порушила цей баланс. 1199 року Роман Мстиславич оволодів Галичем, а вже в 1201 р. вигнав Рюрика з Києва, і посадив туди свого родича Інгваря Ярославича. 2 січня 1203 Рюрик разом з Ольговичами та половецькою ордою здобув і розграбував Київ. За це влітку 1204 Роман Мстиславич знову скинув Рюрика і силоміць постриг у ченці. Після загибелі Романа Мстиславича (19 червня 1205) Рюрик скинув рясу і знову вокняжився в Києві. У союзі з Ольговичами він того ж року здійснив невдалий похід на Галич, а 1206 повторив його, однак обидва походи завершились невдачою — союзники розсварились так і не дойшовши до своєї цілі. У серпні 1206 Всеволод Святославич Чермний забрав у Рюрика Київ. Та з вересня 1206 по серед. 1207 і з жовтня 1207 Рюрик знову княжив у Києві. 1210 р. Рюрик віддав Всеволоду Чермному Київ, а собі взяв Чернігів, де й помер 1212 року, не залишаючи безуспішних спроб повернутися на київський стіл.

## Новий двір і Рюрик Ростиславич
В кінці 12 століття в літопису два рази згадується Новий двір: перший раз під 1194 роком, у зв'язку з перебуванням в ньому Святослава Всеволодовича, другий раз під 1197 роком, у зв'язку з будівництвом Рюриком Ростиславичем на цьому дворі Василівської церкви. Короткість літописного повідомлення призвела до появи низки досить суперечливих версій щодо того, кто і коли побудував цей двір, і де він розташовувався.
М. В. Закревський вважав, що Новий двір являв собою перебудований біля 1194 року Великий Ярославів двір, який він тим самим замінив. М. І. Петров вважав, що Новий двір був побудований Святославом Всеволодовичем біля Великого Ярославового двору. Д. І. Іловайський розміщував Новий двір біля Кирилівського монастиря, його підтримав В. К. Щероцький, пізніше — П. П. Толочко й І. І. Мовчан. П. О. Раппопорт висунув версію, що Новий двір знаходився у Копиревому кінці (сучасний Кудрявець), на місце де зараз знаходиться Національна академія мистецтв України. До цієї гіпотези приєднався також Ю. С. Асєєв, який обґрунтував її імовірним розташуванням у цьому місці родового монастиря Ольговичів — Симоновського (гадая Новий двір також родовим для Ольговичів), та ототожнивши знайдені там же фундаменти церкви з Василівською церквою Нового двору. С. І. Климовський вважає, ще Новий двір був споруджений Ярославом Мудрим біля Софійського собору. До цього двору він відносить: фундаменти палацу 10-11 століття знайдені під будинком № 33 по Володимирській вулиці; залишки дерев'яної споруди знайдені 2001 року по вулиці Рейтарській, 4 (на думку Климовського — будівля гридниці); залишки мурів на південь від Софійського собору; фундаменти церкви на розі Володимирській та Ірининській вулиць (зазвичай вважається Ірининською церквою, за С. І. Климовським — Василівська церква Нового двору). За підрахунками С. І. Климовського довжина двору з заходу на схід складала близько 300 м, ширина, що найменше, 150 м, що дає у підсумку площу 4,5 га, тобто більше площі Великого Ярославового двору.

### Сім'я і діти
Був одружений двічі:
- 1162 року — з дочкою половецького хана Белюка, яка померла до 1172 року;
- 1172 — з Анною, дочкою турівського князя Юрія Ярославича. Анна Юріївна 1204 року була насильно змушена прийняти чернецтво, але 1205 року відмовилася покинути монастир.

Діти:
- Анастасія — У 1182 р. видана Гліба Святославича, тоді князя канівського
- Предслава (?—після 1204) була одружена з Романом Мстиславичем. Шлюб розпався бл. 1198 р. і Предслава перебувала при дворі батька. У 1204 р. насильно пострижена в монахині разом з батьком.
- Ярослава — з 1187 р. одружена з Святославом Ольговичем, князем рильським.
- Ростислав (1172—1218) — князь торчеський (1190—1194, 1195—1198 рр.), білгородський (1195—1197 рр.), вишгородський (1198—1203, 1205—1207, 1208—1210 рр.) і київський (бл.02.1204 — 07.1205). 15 червня 1187 р. одружився з Верхуславою, дочкою володимиро-суздальського князя Всеволода Велике Гніздо.
- Всеслава — у 1199 р. видана за рязанського князя Ярослава Глібовича
- Володимир 1187—1239) — князь переяславський (1206—1214 рр.), смоленський (1214—1219 рр.), овруцький (1219—1223, 1235—1239 рр.) і київський (16.06.1223—бл.05.1235, бл.07.1236—бл.02.1238 рр.).

## Оцінка діяльності
Незважаючи на те що Рюрик проводив непослідовну політику, часті війни, а також жорстоко розграбував Київ, літописець дає йому досить хорошу характеристику:
|  | Сей же христолюбець Рюрик, літами немногий сей, чад прижив собі по плоті,— про яких не час розповідь вести,— та по духу більше було йому плоду у спадок. Про них же віщав цар отой [Давид]: «Од дня сього я дітей породжу, що возвістять правду твою, Господи, спасіння твойого» . Це ж було начало його мудролюбства: од страху Господнього він здержливість, немов яку основу, заклав, за Іосифом же [дбав про] чистоту тілесну, і Мойсеєву доброчесність [наслідував], і Давидове смирення, і Костянтинову правовірність 6. І інші доброчесності додаючи для додержання заповідей владичних, він також поучав, молячись повсякдень, щоб так дістати спасіння. Маючи ж милосердя до них, [усіх людей], од великих і аж до малих, він милостиню для жебрущих [давав] щедро, і благовоління [мав] до монастирів і до всяких церков, і любов ненаситну до споруд. А більше од тих усіх зробив великий князь Рюрик, сильно постаравшись далі йти по стопах праотців трудолюбством для святого архістратига Михаїла, раніш згадуваного монастиря, що він старанно всім богомудрим ділом показав: знайшов ото підхожого для діла й умільця серед своїх же приятелів, на ім’я Милоніга, а в хрещенні Петра, яко Мойсей колись того Веселила , настановив його наглядачем богоугодному ділу і майстром непростим стіни, про яку написано раніш. І отож, щоб уберегти святий храм, узявся він за споруду ретельно, ні од кого й підмоги не потребуючи, а сам за волею Христа долаючи [і] споминаючи Господа, який глаголить: «Усе можливе віруючому» |